# Trpísty
Trpísty település Csehországban, Tachovi járásban. Trpísty Křelovice, Kšice, Erpužice, Čerňovice és Pernarec településekkel határos. Lakosainak száma 263 fő (2024. január 1.).

## Népesség
A település lakosságának változását az alábbi diagram mutatja:
| Lakosok száma | 518  | 516  | 589  | 352  | 349  | 218  | 237  | 258  | 257  | 263  |
|               | 1869 | 1890 | 1921 | 1950 | 1980 | 2001 | 2017 | 2019 | 2022 | 2024 |